# Макаренко Євгеній Олександрович
Євгеній Олекса́ндрович Макаренко (нар. 21 травня 1991, Київ) — український футболіст, лівий захисник та опорний півзахисник казахстанського клубу «Ордабаси» і національної збірної України.

## Клубна кар'єра

### Ранні роки
Євгеній Макаренко народився 21 травня 1991 року в Києві. Футболом почав займатися в ДЮСШ київського «Динамо» на Нивках. Протягом першого року займався з хлопцями старшого віку, через те що група 1991 ще не була сформована. Першими тренерами хлопця були Олександр Леонідов та Леонід Островський. У дитячих командах грав на різних позиціях, проте здебільшого ліворуч у нападі чи півзахисті. Однак у динамівській академії хлопця перекваліфікували в центрального хавбека.
У професіональному футболі Макаренко дебютував 18 липня 2010 року в поєдинку «Динамо-2» проти бурштинського «Енергетика», а 10 листопада того ж року відкрив відлік забитим м'ячам, розписавшись у воротах «Прикарпаття». Із призначенням на посаду головного тренера «Динамо-2» Андрія Гусіна Макаренко отримав більше довіри від тренера та поступово став одним із лідерів колективу. Гра талановитого півзахисника не лишилася непоміченою і взимку Євгеній вирушив на збори в Марбелью разом із першою командою. Утім, закріпитися в основі йому не вдалося й він повернувся до складу «Динамо-2».

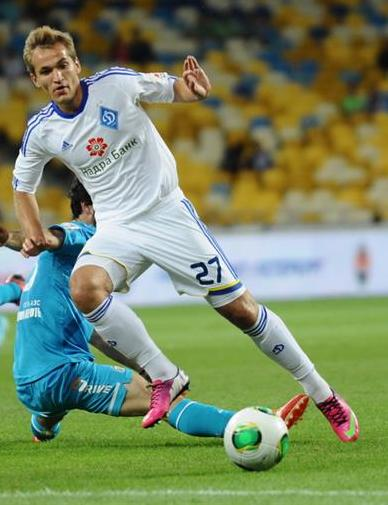
Євгеній Макаренко під час виступів за «Динамо». 30 червня 2013 року

У липні 2012 року Макаренко провів ще один збір з основою, проте незабаром опинився в ужгородській «Говерлі» на умовах оренди. У Вищій лізі дебютував 14 липня 2012 року в матчі з «Чорноморцем». Поступово Євгеній почав усе частіше з'являтися на смарагдовому газоні (нерідко на незвичній для себе позиції лівого захисника), а згодом був обраний віце-капітаном команди (у деяких матчах виводив «Говерлу» на поле в ролі капітана). Дебютним у Прем'єр-лізі голом відзначився 14 квітня 2013 року, розписавшись у воротах запорізького «Металурга».

### «Динамо»
Після закінчення орендної угоди, Макаренко повернувся в розташування київського «Динамо». У червні 2013 року, разом з основним складом команди, відправився на навчально-тренувальний збір до Австрії. Пройшовши повну підготовку до сезону з основним складом динамівців, був заявлений за команду. Офіційний дебют за основний склад київського «Динамо» відбувся 18 серпня 2013 року в матчі 5 туру чемпіонату України проти сімферопольської «Таврії», а 22 вересня, в поєдинку проти «Карпат», Євгеній уперше вийшов у стартовому складі динамівців, відігравши повний матч, діючи на позиції лівого захисника.
24 жовтня 2013 року дебютував у єврокубкових змаганнях, відігравши повний матч групового етапу Ліги Європи проти швейцарського «Туна». 24 квітня 2014 року забив дебютний гол у футболці «Динамо», зрівнявши на останніх хвилинах рахунок у гостьовому матчі проти одеського «Чорноморця» (1:1). 11 травня 2014 року на 13 хвилині матчу проти «Іллічівця» отримав пряму червону картку за фол останньої надії, яка стала найшвидшим вилученням в історії «Динамо», проте кияни все ж змогли перемогти 2:0.
15 травня 2014 року провів повний матч у фіналі кубку України, допомігши команді виграти трофей у донецького «Шахтаря» (2:1). Узимку 2016/17 залишив «Динамо» як вільний агент.

### «Кортрейк»
2 серпня 2017-го було офіційно оголошено про перехід Макаренка до бельгійського клубу «Кортрейк». Євгеній став основним гравцем клубу і на початку квітня 2018 року продовжив свій контракт. Попри це «Кортрейк» не приховував свого бажання вигідно продати гравця.

### «Андерлехт»
Вже в середині квітня 2018-го офіційний сайт «Андерлехта» повідомив про підписання Євгенія Макаренка. Контракт з українцем розрахований на чотири роки.

## Виступи у збірній
29 лютого 2012 року провів свій єдиний матч у складі молодіжної збірної України проти однолітків з Ізраїлю.
5 березня 2014 року дебютував у національній збірній України в товариському матчі зі збірною США, вийшовши на 80 хвилині замість В'ячеслава Шевчука.

## Статистика виступів

### Клубна кар'єра
Статистичі дані наведено станом на 30 червня 2021
| Сезон                 | Команда               | Чемпіонат             | Чемпіонат | Чемпіонат | Кубок | Кубок | Кубок | Єврокубки | Єврокубки | Єврокубки | Інші кубки | Інші кубки | Інші кубки | Всього | Всього |
| Сезон                 | Команда               | Змаг.                 | Матчі     | Голи      | Змаг. | Матчі | Голи  | Змаг.     | Матчі     | Голи      | Змаг.      | Матчі      | Голи       | Матчі  | Голи   |
| --------------------- | --------------------- | --------------------- | --------- | --------- | ----- | ----- | ----- | --------- | --------- | --------- | ---------- | ---------- | ---------- | ------ | ------ |
| 2010—2011             | «Динамо-2»            | ПрЛ                   | 33        | 2         | —     | —     | —     | —         | —         | —         | —          | —          | —          | 33     | 2      |
| 2011—2012             | «Динамо-2»            | ПрЛ                   | 32        | 2         | —     | —     | —     | —         | —         | —         | —          | —          | —          | 32     | 2      |
| Всього в «Динамо-2»   | Всього в «Динамо-2»   | Всього в «Динамо-2»   | 65        | 4         |       | —     | —     |           | —         | —         |            | —          | —          | 65     | 4      |
| 2012—2013             | «Говерла»             | ПЛ                    | 25        | 1         | КУ    | 2     | 0     | —         | —         | —         | —          | —          | —          | 27     | 1      |
| Всього в «Говерлі»    | Всього в «Говерлі»    | Всього в «Говерлі»    | 25        | 1         |       | 2     | 0     |           | —         | —         |            | —          | —          | 27     | 1      |
| 2013—2014             | «Динамо»              | ПЛ                    | 19        | 1         | КУ    | 5     | 0     | ЛЄ        | 6         | 0         | —          | —          | —          | 30     | 1      |
| 2014—2015             | «Динамо»              | ПЛ                    | 7         | 0         | КУ    | 2     | 0     | ЛЄ        | 1         | 0         | СКУ        | 1          | 0          | 11     | 0      |
| 2015—2016             | «Динамо»              | ПЛ                    | 3         | 0         | КУ    | 3     | 0     | ЛЧ        | 1         | 0         | СКУ        | 0          | 0          | 7      | 0      |
| 2016—2017             | «Динамо»              | ПЛ                    | 10        | 1         | КУ    | 0     | 0     | ЛЧ        | 3         | 0         | СКУ        | 0          | 0          | 13     | 1      |
| Всього в «Динамо»     | Всього в «Динамо»     | Всього в «Динамо»     | 39        | 2         |       | 10    | 0     |           | 11        | 0         |            | 1          | 0          | 61     | 2      |
| 2017—2018             | «Кортрейк»            | ЖПЛ                   | 29        | 0         | КБ    | 4     | 0     | —         | —         | —         | —          | —          | —          | 33     | 0      |
| 2019—2020             | «Кортрейк»            | ЖПЛ                   | 4         | 0         | КБ    | 1     | 0     | —         | —         | —         | —          | —          | —          | 5      | 0      |
| 2020—2021             | «Кортрейк»            | ЖПЛ                   | 28        | 3         | КБ    | 2     | 0     | —         | —         | —         | —          | —          | —          | 30     | 3      |
| Всього в «Кортрейку»  | Всього в «Кортрейку»  | Всього в «Кортрейку»  | 61        | 3         |       | 7     | 0     |           | —         | —         |            | —          | —          | 68     | 3      |
| 2018—2019             | «Андерлехт»           | ЖПЛ                   | 15        | 0         | КБ    | 1     | 0     | ЛЄ        | 4         | 0         | —          | —          | —          | 20     | 0      |
| Всього в «Андерлехті» | Всього в «Андерлехті» | Всього в «Андерлехті» | 15        | 0         |       | 1     | 0     |           | 4         | 0         |            | —          | —          | 20     | 0      |
| Всього за кар'єру     | Всього за кар'єру     | Всього за кар'єру     | 205       | 10        |       | 20    | 0     |           | 15        | 0         |            | 1          | 0          | 241    | 10     |

### Матчі за збірну
Станом на 29 червня 2021 року
| Дата       | Місто   | Господарі | Результат | Гості     | Турнір                               | Голи | Примітки |
| ---------- | ------- | --------- | --------- | --------- | ------------------------------------ | ---- | -------- |
| 05-03-2014 | Ларнака | Україна   | 2 – 0     | США       | товариський матч                     | -    | 80'      |
| 22-05-2014 | Київ    | Україна   | 2 – 1     | Нігер     | товариський матч                     | -    | 73'      |
| 03-09-2014 | Київ    | Україна   | 1 – 0     | Молдова   | товариський матч                     | -    | 46'      |
| 20-11-2018 | Анталія | Туреччина | 0 – 0     | Україна   | товариський матч                     | -    | 83'      |
| 07-10-2020 | Париж   | Франція   | 7 – 1     | Україна   | товариський матч                     | -    | 62'      |
| 10-10-2020 | Київ    | Україна   | 1 – 2     | Німеччина | Ліга націй УЄФА 2020-2021 - 1-й етап | -    | 84'      |
| 13-10-2020 | Київ    | Україна   | 1 – 0     | Іспанія   | Ліга націй УЄФА 2020-2021 - 1-й етап | -    |          |
| 11-11-2020 | Хожув   | Польща    | 2 – 0     | Україна   | товариський матч                     | -    |          |
| 14-11-2020 | Лейпциг | Німеччина | 3 – 1     | Україна   | Ліга націй УЄФА 2020-2021 - 1-й етап | -    | 69'      |
| 28-03-2021 | Київ    | Україна   | 1 – 1     | Фінляндія | Відбір до ЧС 2022                    | -    | 78'      |
| 23-05-2021 | Харків  | Україна   | 1 – 1     | Бахрейн   | товариський матч                     | -    | 64'      |
| 07-06-2021 | Харків  | Україна   | 4 – 0     | Кіпр      | товариський матч                     | -    | 46'      |
| 29-06-2021 | Глазго  | Швеція    | 1 – 2     | Україна   | ЧЄ 2020 - 1/8 фіналу                 | -    | 95'      |
| Усього     |         | Матчів    | 13        |           | Голів                                | 0    |          |

## Титули та досягнення
- Чемпіон України: 2015, 2016
- Володар Кубка України: 2014, 2015
- Чемпіон Казахстану: 2023